# Valverde de Alcalá
Valverde de Alcalá – miejscowość w Hiszpanii we wspólnocie autonomicznej Madryt, 42 km od Madrytu. Okres powstania Valverde nie jest znany, chociaż podobno dawniej nazywał się Quejo.  

## Atrakcje turystyczne
- Kościół parafialny św. Tomasza Apostoła
- Ruiny klasztoru św. Tomasza

W Valverde de Alcalá urodził się kompozytor Antonio Rodríguez de Hita.